# Zdenka Tóthová
Zdenka Tóthová (* 6. října 1954 Martin) je slovenská politička, bioložka, ekoložka, pedagožka a sociální pracovnice.

## Život
Narodila se v roce 1954 v Martině. V roce 1981 vystudovala geobotaniku na Přirodovědecké fakultě Univerzity Komenského v Bratislavě. Od roku 1981 pracovala jako vedoucí oddělení přírodovědy v domě dětí a mládeže v Kysuckém Novém Mestě. Jako přírodovědkyně působila v hnutí ochránců přírody a v trampském hnutí. Po Sametové revoluci byla v roce 1990 zvolena do Slovenské národní rady za československou Stranu zelených. V letech 1992 až 1994 byla místopředsedkyní Strany zelených na Slovensku. Po roce 1995 pracovala jako ředitelka ústavu sociální péče pro mládež v Kysuckém Novém Mestě.
V roce 1997 se vrátila do politiky a byla zvolena předsedkyní Strany zelených na Slovensku. Po volbách v roce 1998 se slovenští zelení stali jako součást vítězné Slovenské demokratické koalice vládní stranou ve vládě Mikuláše Dzurindy. Po roce 1998 působila ve funkci státní tajemnice na slovenském ministerstvu životního prostředí za úřadování ministra László Miklóse.
Po odchodu z politiky začala pracovat se školství. Po roce 2018 pracovala  v obci Rudina jako koordinátorka Dětského fondu Organizace spojených národů, se kterým rozvíjela pomoc a spolupráci ukrajinských a slovenských základních škol.